# Glyptopleura
 Glyptopleura  Daniel Cady Eaton, 1871 è un genere di piante angiosperme dicotiledoni della famiglia delle Asteraceae.

## Etimologia
L'etimologia del nome del genere deriva da due parole della lingua greca antica: glyptos (= scolpito) e "pleura" (= costa), e fa riferimento alla particolare forma degli acheni.
Il nome scientifico del genere è stato definito dal botanico Daniel Cady Eaton (1834-1895) nella pubblicazione " United States Geological Exploration [sic] of the Fortieth Parallel. Botany. Washington, DC" ( Botany [Fortieth Parallel] 207 (t. 20)) del 1871.

## Descrizione

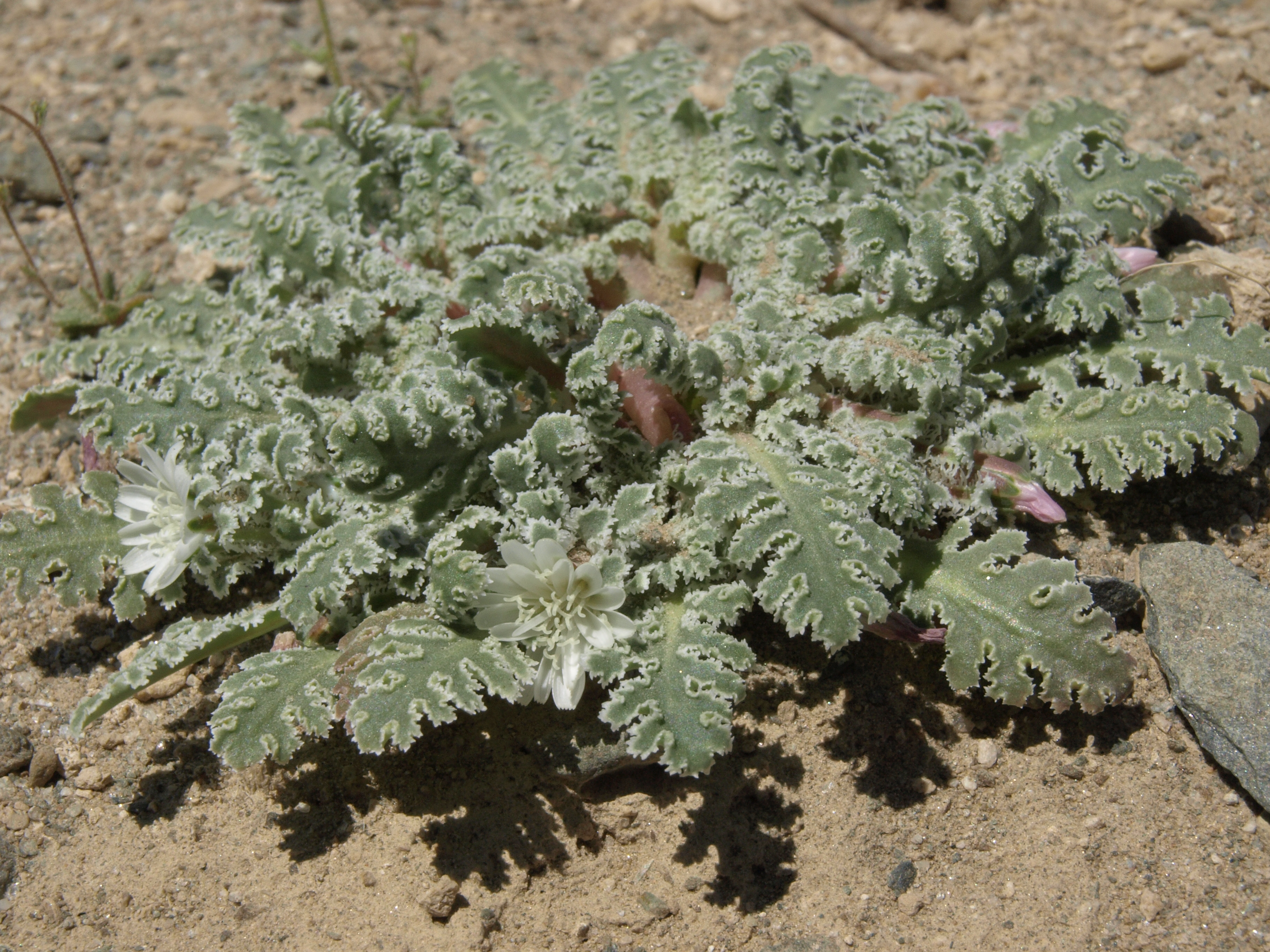
Il portamento
Glyptopleura marginata

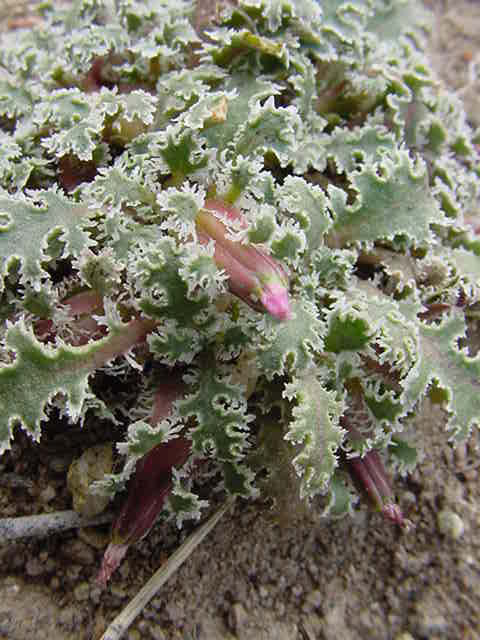
Le foglie
Glyptopleura marginata

Habitus. Le specie di questo genere, con cicli biologici annuali, sono piante formanti dei bassi ciuffi d'erba (il portamento è semiprostrato). Tutte le specie del gruppo sono provviste di latice.
Fusto. I fusti (da 1 a 25 per pianta), in genere sono glabri, prostrati e mediamente ramificati. Le radici in genere sono di tipo fittonante. Altezza media delle piante: 1 – 6 cm.
Foglie. Sono presenti sia foglie formanti delle rosette basali che cauline con disposizione alterna. Le foglie sono fitte con lamine picciolate o sessili con forme oblanceolate. I margini sono dentati o pennati con lobi crostoloso-dentati. La superficie può essere ricoperta da peli semplici o ramificati.
Infiorescenza. L'infiorescenza è composta da uno o più capolini terminali o ascellari. I capolini, solamente di tipo ligulifloro, sono formati da un involucro portato da un peduncolo e composto da diverse brattee (o squame) all'interno delle quali un ricettacolo fa da base ai fiori ligulati. Il peduncolo è sotteso da un calice con 5 - 8 brattee con forme da lineari a lanceolate. L'involucro ha una forma da cilindrica a urceolata ed è formato da 2 serie di 5 - 8 brattee. Il ricettacolo, alla base dei fiori, è nudo (senza pagliette). Diametro dell'involucro: 3 – 8 mm.
Fiori. I fiori (7 - 18 per capolino), tutti ligulati, sono tetra-ciclici (ossia sono presenti 4 verticilli: calice – corolla – androceo – gineceo) e pentameri (ogni verticillo ha in genere 5 elementi). I fiori sono ermafroditi, fertili e zigomorfi.
- Formula fiorale:

*/x K {\displaystyle \infty }, [C (5), A (5)], G 2 (infero), achenio
- Calice: i sepali del calice sono ridotti ad una coroncina di squame.
- Corolla: le corolle sono formate da un tubo e da una ligula terminante con 5 denti; il colore è giallo pallido o crema.
- Androceo: gli stami sono 5 con filamenti liberi e distinti, mentre le antere sono saldate in un manicotto (o tubo) circondante lo stilo.[12] Le antere sono codate e allungate con una appendice apicale; i filamenti sono lisci. Il polline è tricolporato e di colore arancio.[13]
- Gineceo: lo stilo è filiforme. Gli stigmi dello stilo sono due divergenti, corti, smussati e ricurvi con la superficie stigmatica posizionata internamente (vicino alla base).[14] L'ovario è infero uniloculare formato da 2 carpelli.

Frutti. I frutti sono degli acheni con pappo. Gli acheni, colorati di paglierino o bruno chiaro, hanno una forma da oblunga a obovoide-obconica con apice troncato e privi di becco (non sono compressi); gli acheni sono provvisti di 5 coste longitudinali alternate a delle protuberanze. Il pappo si compone di 50 - 80 snelle setole su 3 - 4 serie. I pappi dei fiori esterni sono caduchi, i fiori interni hanno invece pappi persistenti.

## Biologia
- Impollinazione: l'impollinazione avviene tramite insetti (impollinazione entomogama tramite farfalle diurne e notturne).
- Riproduzione: la fecondazione avviene fondamentalmente tramite l'impollinazione dei fiori (vedi sopra).
- Dispersione: i semi (gli acheni) cadendo a terra sono successivamente dispersi soprattutto da insetti tipo formiche (disseminazione mirmecoria). In questo tipo di piante avviene anche un altro tipo di dispersione: zoocoria. Infatti gli uncini delle brattee dell'involucro (se presenti) si agganciano ai peli degli animali di passaggio disperdendo così anche su lunghe distanze i semi della pianta.

## Distribuzione e habitat
La distribuzione è unicamente Americana (USA sud-occidentali).

## Tassonomia
La famiglia di appartenenza di questa voce (Asteraceae o Compositae, nomen conservandum) probabilmente originaria del Sud America, è la più numerosa del mondo vegetale, comprende oltre 23.000 specie distribuite su 1.535 generi, oppure 22.750 specie e 1.530 generi secondo altre fonti (una delle checklist più aggiornata elenca fino a 1.679 generi). La famiglia attualmente (2021) è divisa in 16 sottofamiglie.

### Filogenesi
Il genere di questa voce appartiene alla sottotribù Microseridinae della tribù Cichorieae (unica tribù della sottofamiglia Cichorioideae). In base ai dati filogenetici la sottofamiglia Cichorioideae è il terz'ultimo gruppo che si è separato dal nucleo delle Asteraceae (gli ultimi due sono Corymbioideae e Asteroideae). La sottotribù Microseridinae fa parte del "quinto" clade della tribù; in questo clade insieme alla sottotribù Cichoriinae forma un "gruppo fratello".
I seguenti caratteri sono distintivi per la sottotribù:
- il polline è colorato di arancio;
- la distribuzione è relativa al Nuovo Mondo.

Il genere di questa voce, nell'ambito filogenetico della sottotribù, occupa una posizione isolata (è il "gruppo fratello" dei generi vicini a Microseris) Alcuni Autori, considerando l'estensione della sottotribù, l'hanno suddivisa in 8 entità (o alleanze) informali. Il genere di questa voce è stato associato al gruppo Alleanza Glyptopleura, formata dal solo genere di questa voce. Questo genere in alcune checklist è considerato un sinonimo del genere Marshalljohnstonia. In precedenti classificazioni Glyptopleura era descritto all'interno della sottotribù (non più valida) Malacothricinae.
I caratteri distintivi per le specie di questo genere sono:
- il ciclo biologico è annuo con portamenti prostrati;
- il ricettacolo è nudo;
- i capolini hanno numerosi fiori.

Il numero cromosomico della specie è: 2n = 18 (specie diploidi).

### Elenco delle specie
Questo genere ha 2 specie:
- Glyptopleura marginata D.C.Eaton
- Glyptopleura setulosa  A.Gray